# JAPO Records
JAPO Records was een Duits platenlabel, dat van 1970 tot 1985 jazzfusion en geïmproviseerde jazzplaten uitbracht. Er verschenen platen van onder meer Mal Waldron, Dollar Brand, Enrico Rava, Manfred Schoof, Stephan Micus, George Gruntz en Heiner Goebbels & Paul Lovens. Producers waren onder meer Jack DeJohnette en de oprichter van platenmaatschappij ECM Records, Manfred Eicher. De meeste projecten stonden onder supervisie van Thomas Stöwsand, terwijl de geluidstechniek in handen was van vooraanstaande geluidstechnici, zoals Martin Wieland en Jan Erik Kongshaug (beiden waren overigens eveneens actief voor ECM). De platen komen nu ook langzaam op cd uit.